# Lista di asteroidi (613001-614000)
Di seguito una lista di asteroidi dal numero 613001 al 614000 con data di scoperta e scopritore.

## 613001-613100
| Nome               | Designazione provvisoria | Data di scoperta  | Scopritore                       |
| ------------------ | ------------------------ | ----------------- | -------------------------------- |
| 613001 -           | 2005 NT46                | 6 luglio 2005     | Spacewatch                       |
| 613002 -           | 2005 NA56                | 5 luglio 2005     | Mt. Lemmon Survey                |
| 613003 -           | 2005 NN59                | 9 luglio 2005     | Spacewatch                       |
| 613004 -           | 2005 NZ59                | 9 luglio 2005     | Spacewatch                       |
| 613005 -           | 2005 NS74                | 9 luglio 2005     | Spacewatch                       |
| 613006 -           | 2005 NJ76                | 10 luglio 2005    | Spacewatch                       |
| 613007 -           | 2005 NU89                | 4 luglio 2005     | Spacewatch                       |
| 613008 -           | 2005 NA95                | 6 luglio 2005     | Spacewatch                       |
| 613009 -           | 2005 NS122               | 3 luglio 2005     | NEAT                             |
| 613010 -           | 2005 OU1                 | 27 luglio 2005    | NEAT                             |
| 613011 -           | 2005 OO16                | 29 luglio 2005    | NEAT                             |
| 613012 -           | 2005 ON23                | 30 luglio 2005    | NEAT                             |
| 613013 -           | 2005 PF5                 | 7 agosto 2005     | Broughton, J.                    |
| 613014 -           | 2005 QS10                | 27 agosto 2005    | LONEOS                           |
| 613015 -           | 2005 QH16                | 25 agosto 2005    | NEAT                             |
| 613016 -           | 2005 QP30                | 29 agosto 2005    | Christophe, B.                   |
| 613017 -           | 2005 QJ57                | 29 agosto 2005    | Vicques                          |
| 613018 -           | 2005 QG83                | 29 agosto 2005    | LONEOS                           |
| 613019 -           | 2005 QD105               | 27 agosto 2005    | NEAT                             |
| 613020 -           | 2005 QG118               | 28 agosto 2005    | Spacewatch                       |
| 613021 -           | 2005 QX119               | 28 agosto 2005    | Spacewatch                       |
| 613022 -           | 2005 QB121               | 28 agosto 2005    | Spacewatch                       |
| 613023 -           | 2005 QY123               | 28 agosto 2005    | Spacewatch                       |
| 613024 -           | 2005 QD125               | 28 agosto 2005    | Spacewatch                       |
| 613025 -           | 2005 QE130               | 28 agosto 2005    | Spacewatch                       |
| 613026 -           | 2005 QA134               | 28 agosto 2005    | Spacewatch                       |
| 613027 -           | 2005 QT136               | 28 agosto 2005    | Spacewatch                       |
| 613028 -           | 2005 QC172               | 29 agosto 2005    | NEAT                             |
| 613029 -           | 2005 QX181               | 31 agosto 2005    | LINEAR                           |
| 613030 -           | 2005 QZ186               | 27 agosto 2005    | NEAT                             |
| 613031 -           | 2005 RD4                 | 3 settembre 2005  | Bickel, W.                       |
| 613032 -           | 2005 RU14                | 1º settembre 2005 | Spacewatch                       |
| 613033 -           | 2005 RL19                | 1º settembre 2005 | Spacewatch                       |
| 613034 -           | 2005 RX19                | 1º settembre 2005 | Spacewatch                       |
| 613035 -           | 2005 RK21                | 3 settembre 2005  | NEAT                             |
| 613036 -           | 2005 RQ33                | 12 settembre 2005 | Healy, D.                        |
| 613037 -           | 2005 RP43                | 3 settembre 2005  | Apache Point                     |
| 613038 -           | 2005 RL51                | 13 settembre 2005 | Spacewatch                       |
| 613039 -           | 2005 SH                  | 21 settembre 2005 | Observatoire Naef                |
| 613040 -           | 2005 SW1                 | 24 settembre 2005 | Ryan, W. H., Martinez, C. T.     |
| 613041 -           | 2005 SD2                 | 22 settembre 2005 | NEAT                             |
| 613042 -           | 2005 SV6                 | 23 settembre 2005 | Spacewatch                       |
| 613043 -           | 2005 SC7                 | 24 settembre 2005 | Spacewatch                       |
| 613044 -           | 2005 SL7                 | 24 settembre 2005 | Spacewatch                       |
| 613045 -           | 2005 SV16                | 26 settembre 2005 | Spacewatch                       |
| 613046 -           | 2005 SS17                | 26 settembre 2005 | Spacewatch                       |
| 613047 -           | 2005 SZ27                | 23 settembre 2005 | Spacewatch                       |
| 613048 -           | 2005 SO30                | 23 settembre 2005 | Spacewatch                       |
| 613049 -           | 2005 SL45                | 24 settembre 2005 | Spacewatch                       |
| 613050 -           | 2005 SX47                | 24 settembre 2005 | Spacewatch                       |
| 613051 -           | 2005 SC58                | 26 settembre 2005 | Spacewatch                       |
| 613052 -           | 2005 SL67                | 27 settembre 2005 | Spacewatch                       |
| 613053 -           | 2005 SC81                | 24 settembre 2005 | Spacewatch                       |
| 613054 -           | 2005 SM83                | 24 settembre 2005 | Spacewatch                       |
| 613055 -           | 2005 SC90                | 24 settembre 2005 | Spacewatch                       |
| 613056 -           | 2005 SF91                | 24 settembre 2005 | Spacewatch                       |
| 613057 -           | 2005 SU95                | 25 settembre 2005 | Spacewatch                       |
| 613058 -           | 2005 SS96                | 25 settembre 2005 | NEAT                             |
| 613059 -           | 2005 SO100               | 25 settembre 2005 | Spacewatch                       |
| 613060 -           | 2005 SR100               | 25 settembre 2005 | Spacewatch                       |
| 613061 -           | 2005 SU103               | 25 settembre 2005 | NEAT                             |
| 613062 -           | 2005 SX110               | 26 settembre 2005 | Spacewatch                       |
| 613063 -           | 2005 SG115               | 27 settembre 2005 | Spacewatch                       |
| 613064 -           | 2005 SE119               | 28 settembre 2005 | NEAT                             |
| 613065 -           | 2005 ST120               | 29 settembre 2005 | Spacewatch                       |
| 613066 -           | 2005 ST128               | 29 settembre 2005 | LONEOS                           |
| 613067 -           | 2005 SN134               | 30 settembre 2005 | CSS                              |
| 613068 -           | 2005 SK136               | 24 settembre 2005 | Spacewatch                       |
| 613069 -           | 2005 SV136               | 24 settembre 2005 | Spacewatch                       |
| 613070 -           | 2005 SH149               | 25 settembre 2005 | Spacewatch                       |
| 613071 -           | 2005 SR150               | 25 settembre 2005 | Spacewatch                       |
| 613072 -           | 2005 SB156               | 26 settembre 2005 | Spacewatch                       |
| 613073 -           | 2005 SS157               | 26 settembre 2005 | Spacewatch                       |
| 613074 -           | 2005 SE158               | 26 settembre 2005 | NEAT                             |
| 613075 -           | 2005 SE172               | 29 settembre 2005 | Spacewatch                       |
| 613076 -           | 2005 SV183               | 29 settembre 2005 | Spacewatch                       |
| 613077 -           | 2005 SE186               | 29 settembre 2005 | Mt. Lemmon Survey                |
| 613078 -           | 2005 SY189               | 29 settembre 2005 | Mt. Lemmon Survey                |
| 613079 -           | 2005 SS192               | 29 settembre 2005 | Mt. Lemmon Survey                |
| 613080 -           | 2005 SA230               | 30 settembre 2005 | Mt. Lemmon Survey                |
| 613081 -           | 2005 SF230               | 30 settembre 2005 | Mt. Lemmon Survey                |
| 613082 -           | 2005 SQ242               | 30 settembre 2005 | Spacewatch                       |
| 613083 -           | 2005 SJ244               | 30 settembre 2005 | Mt. Lemmon Survey                |
| 613084 -           | 2005 SJ263               | 23 settembre 2005 | Spacewatch                       |
| 613085 -           | 2005 SO264               | 25 settembre 2005 | Spacewatch                       |
| 613086 -           | 2005 SC273               | 30 settembre 2005 | Spacewatch                       |
| 613087 -           | 2005 SE278               | 26 settembre 2005 | Apache Point                     |
| 613088 -           | 2005 SU279               | 23 settembre 2005 | Spacewatch                       |
| 613089 -           | 2005 SS283               | 21 settembre 2005 | Becker, A. C.                    |
| 613090 -           | 2005 SY283               | 24 settembre 2005 | Becker, A. C.                    |
| 613091 -           | 2005 SB288               | 26 settembre 2005 | Becker, A. C.                    |
| 613092 -           | 2005 SZ289               | 26 settembre 2005 | Spacewatch                       |
| 613093 -           | 2005 TL32                | 1º ottobre 2005   | Spacewatch                       |
| 613094 -           | 2005 TC34                | 1º ottobre 2005   | Spacewatch                       |
| 613095 -           | 2005 TL43                | 5 ottobre 2005    | LINEAR                           |
| 613096 -           | 2005 TR45                | 7 ottobre 2005    | LINEAR                           |
| 613097 -           | 2005 TZ47                | 6 ottobre 2005    | Spacewatch                       |
| 613098 -           | 2005 TW60                | 3 ottobre 2005    | Spacewatch                       |
| 613099 -           | 2005 TH70                | 6 ottobre 2005    | Mt. Lemmon Survey                |
| (613100) 2005 TN74 | 2005 TN74                | 8 ottobre 2005    | Trujillo, C. A., Sheppard, S. S. |

## 613101-613200
| Nome     | Designazione provvisoria | Data di scoperta | Scopritore        |
| -------- | ------------------------ | ---------------- | ----------------- |
| 613101 - | 2005 TN86                | 5 ottobre 2005   | Spacewatch        |
| 613102 - | 2005 TF89                | 5 ottobre 2005   | Mt. Lemmon Survey |
| 613103 - | 2005 TB103               | 7 ottobre 2005   | Spacewatch        |
| 613104 - | 2005 TN110               | 7 ottobre 2005   | Spacewatch        |
| 613105 - | 2005 TO112               | 7 ottobre 2005   | Spacewatch        |
| 613106 - | 2005 TR113               | 7 ottobre 2005   | Spacewatch        |
| 613107 - | 2005 TB118               | 7 ottobre 2005   | Spacewatch        |
| 613108 - | 2005 TE120               | 7 ottobre 2005   | Spacewatch        |
| 613109 - | 2005 TX124               | 7 ottobre 2005   | Spacewatch        |
| 613110 - | 2005 TL125               | 7 ottobre 2005   | Spacewatch        |
| 613111 - | 2005 TY128               | 7 ottobre 2005   | Spacewatch        |
| 613112 - | 2005 TM138               | 7 ottobre 2005   | CSS               |
| 613113 - | 2005 TZ150               | 8 ottobre 2005   | Spacewatch        |
| 613114 - | 2005 TK157               | 9 ottobre 2005   | Spacewatch        |
| 613115 - | 2005 TB173               | 13 ottobre 2005  | LINEAR            |
| 613116 - | 2005 TC193               | 11 ottobre 2005  | Becker, A. C.     |
| 613117 - | 2005 TA197               | 9 ottobre 2005   | Spacewatch        |
| 613118 - | 2005 UV1                 | 22 ottobre 2005  | Healy, D.         |
| 613119 - | 2005 UA7                 | 22 ottobre 2005  | Birtwhistle, P.   |
| 613120 - | 2005 UX37                | 24 ottobre 2005  | Spacewatch        |
| 613121 - | 2005 UL39                | 24 ottobre 2005  | Spacewatch        |
| 613122 - | 2005 UJ43                | 22 ottobre 2005  | Spacewatch        |
| 613123 - | 2005 UR44                | 22 ottobre 2005  | Spacewatch        |
| 613124 - | 2005 UO45                | 22 ottobre 2005  | CSS               |
| 613125 - | 2005 UB47                | 22 ottobre 2005  | Spacewatch        |
| 613126 - | 2005 UV49                | 23 ottobre 2005  | CSS               |
| 613127 - | 2005 UN74                | 23 ottobre 2005  | NEAT              |
| 613128 - | 2005 UD84                | 22 ottobre 2005  | Spacewatch        |
| 613129 - | 2005 UW91                | 22 ottobre 2005  | Spacewatch        |
| 613130 - | 2005 UK92                | 22 ottobre 2005  | Spacewatch        |
| 613131 - | 2005 UO92                | 22 ottobre 2005  | Spacewatch        |
| 613132 - | 2005 UD104               | 22 ottobre 2005  | Spacewatch        |
| 613133 - | 2005 UE104               | 22 ottobre 2005  | Spacewatch        |
| 613134 - | 2005 UO118               | 24 ottobre 2005  | Spacewatch        |
| 613135 - | 2005 UD131               | 24 ottobre 2005  | Spacewatch        |
| 613136 - | 2005 UW133               | 25 ottobre 2005  | Spacewatch        |
| 613137 - | 2005 UF136               | 25 ottobre 2005  | Mt. Lemmon Survey |
| 613138 - | 2005 UV136               | 25 ottobre 2005  | Mt. Lemmon Survey |
| 613139 - | 2005 UP139               | 25 ottobre 2005  | Mt. Lemmon Survey |
| 613140 - | 2005 UD151               | 26 ottobre 2005  | Spacewatch        |
| 613141 - | 2005 UH156               | 26 ottobre 2005  | NEAT              |
| 613142 - | 2005 UR158               | 25 ottobre 2005  | Mt. Lemmon Survey |
| 613143 - | 2005 UV164               | 24 ottobre 2005  | Spacewatch        |
| 613144 - | 2005 UY169               | 24 ottobre 2005  | Spacewatch        |
| 613145 - | 2005 UT170               | 24 ottobre 2005  | Spacewatch        |
| 613146 - | 2005 UB171               | 24 ottobre 2005  | Spacewatch        |
| 613147 - | 2005 UK178               | 24 ottobre 2005  | Spacewatch        |
| 613148 - | 2005 UX183               | 25 ottobre 2005  | Mt. Lemmon Survey |
| 613149 - | 2005 UG184               | 25 ottobre 2005  | Mt. Lemmon Survey |
| 613150 - | 2005 UD186               | 25 ottobre 2005  | Mt. Lemmon Survey |
| 613151 - | 2005 UW186               | 26 ottobre 2005  | Spacewatch        |
| 613152 - | 2005 UF189               | 27 ottobre 2005  | Mt. Lemmon Survey |
| 613153 - | 2005 UC190               | 27 ottobre 2005  | Mt. Lemmon Survey |
| 613154 - | 2005 UX193               | 22 ottobre 2005  | Spacewatch        |
| 613155 - | 2005 UB195               | 22 ottobre 2005  | Spacewatch        |
| 613156 - | 2005 UA201               | 25 ottobre 2005  | Spacewatch        |
| 613157 - | 2005 UY202               | 25 ottobre 2005  | Spacewatch        |
| 613158 - | 2005 UO204               | 25 ottobre 2005  | Spacewatch        |
| 613159 - | 2005 UT208               | 27 ottobre 2005  | Spacewatch        |
| 613160 - | 2005 UG212               | 27 ottobre 2005  | Spacewatch        |
| 613161 - | 2005 UK216               | 25 ottobre 2005  | CSS               |
| 613162 - | 2005 UP217               | 22 ottobre 2005  | Spacewatch        |
| 613163 - | 2005 UN219               | 25 ottobre 2005  | Spacewatch        |
| 613164 - | 2005 UC227               | 25 ottobre 2005  | Spacewatch        |
| 613165 - | 2005 UV227               | 25 ottobre 2005  | Spacewatch        |
| 613166 - | 2005 UU228               | 25 ottobre 2005  | Spacewatch        |
| 613167 - | 2005 UD232               | 25 ottobre 2005  | Mt. Lemmon Survey |
| 613168 - | 2005 UC235               | 25 ottobre 2005  | Spacewatch        |
| 613169 - | 2005 UL238               | 25 ottobre 2005  | Spacewatch        |
| 613170 - | 2005 UP245               | 26 ottobre 2005  | Spacewatch        |
| 613171 - | 2005 UM255               | 24 ottobre 2005  | Spacewatch        |
| 613172 - | 2005 UD263               | 27 ottobre 2005  | Spacewatch        |
| 613173 - | 2005 UG264               | 27 ottobre 2005  | Spacewatch        |
| 613174 - | 2005 UO274               | 26 ottobre 2005  | LONEOS            |
| 613175 - | 2005 UU281               | 25 ottobre 2005  | Mt. Lemmon Survey |
| 613176 - | 2005 US282               | 26 ottobre 2005  | Spacewatch        |
| 613177 - | 2005 UF284               | 26 ottobre 2005  | Spacewatch        |
| 613178 - | 2005 UB287               | 26 ottobre 2005  | Spacewatch        |
| 613179 - | 2005 UV298               | 26 ottobre 2005  | Spacewatch        |
| 613180 - | 2005 UZ298               | 26 ottobre 2005  | Spacewatch        |
| 613181 - | 2005 UM307               | 27 ottobre 2005  | Mt. Lemmon Survey |
| 613182 - | 2005 UA323               | 28 ottobre 2005  | Spacewatch        |
| 613183 - | 2005 UD332               | 29 ottobre 2005  | Spacewatch        |
| 613184 - | 2005 UV335               | 30 ottobre 2005  | Spacewatch        |
| 613185 - | 2005 UW347               | 31 ottobre 2005  | Spacewatch        |
| 613186 - | 2005 UM356               | 30 ottobre 2005  | Spacewatch        |
| 613187 - | 2005 UD358               | 24 ottobre 2005  | Spacewatch        |
| 613188 - | 2005 UA359               | 25 ottobre 2005  | Spacewatch        |
| 613189 - | 2005 UC359               | 25 ottobre 2005  | Spacewatch        |
| 613190 - | 2005 UP361               | 27 ottobre 2005  | Spacewatch        |
| 613191 - | 2005 UY362               | 27 ottobre 2005  | Mt. Lemmon Survey |
| 613192 - | 2005 UE380               | 29 ottobre 2005  | Mt. Lemmon Survey |
| 613193 - | 2005 UR399               | 25 ottobre 2005  | Mt. Lemmon Survey |
| 613194 - | 2005 UV399               | 25 ottobre 2005  | Mt. Lemmon Survey |
| 613195 - | 2005 UY404               | 29 ottobre 2005  | Mt. Lemmon Survey |
| 613196 - | 2005 UG410               | 31 ottobre 2005  | Spacewatch        |
| 613197 - | 2005 UG411               | 31 ottobre 2005  | Mt. Lemmon Survey |
| 613198 - | 2005 UN416               | 25 ottobre 2005  | Spacewatch        |
| 613199 - | 2005 UE418               | 25 ottobre 2005  | Spacewatch        |
| 613200 - | 2005 US418               | 25 ottobre 2005  | Spacewatch        |

## 613201-613300
| Nome               | Designazione provvisoria | Data di scoperta | Scopritore        |
| ------------------ | ------------------------ | ---------------- | ----------------- |
| 613201 -           | 2005 UH420               | 25 ottobre 2005  | Spacewatch        |
| 613202 -           | 2005 UJ420               | 25 ottobre 2005  | Spacewatch        |
| 613203 -           | 2005 UG436               | 30 ottobre 2005  | Spacewatch        |
| 613204 -           | 2005 UT453               | 30 ottobre 2005  | Spacewatch        |
| 613205 -           | 2005 UK463               | 30 ottobre 2005  | Spacewatch        |
| 613206 -           | 2005 UH475               | 22 ottobre 2005  | Spacewatch        |
| 613207 -           | 2005 UL484               | 22 ottobre 2005  | NEAT              |
| 613208 -           | 2005 UA488               | 23 ottobre 2005  | CSS               |
| 613209 -           | 2005 UO488               | 23 ottobre 2005  | CSS               |
| 613210 -           | 2005 UV509               | 22 ottobre 2005  | Spacewatch        |
| 613211 -           | 2005 UT517               | 25 ottobre 2005  | Becker, A. C.     |
| 613212 -           | 2005 UC519               | 26 ottobre 2005  | Becker, A. C.     |
| 613213 -           | 2005 UB521               | 26 ottobre 2005  | Becker, A. C.     |
| 613214 -           | 2005 UN524               | 25 ottobre 2005  | Wiegert, P. A.    |
| 613215 -           | 2005 US526               | 24 ottobre 2005  | Spacewatch        |
| 613216 -           | 2005 UL529               | 25 ottobre 2005  | Mt. Lemmon Survey |
| 613217 -           | 2005 VC2                 | 6 novembre 2005  | CSS               |
| 613218 -           | 2005 VX8                 | 1º novembre 2005 | Spacewatch        |
| 613219 -           | 2005 VW15                | 2 novembre 2005  | LINEAR            |
| 613220 -           | 2005 VH29                | 4 novembre 2005  | Mt. Lemmon Survey |
| 613221 -           | 2005 VQ33                | 2 novembre 2005  | Mt. Lemmon Survey |
| 613222 -           | 2005 VT39                | 4 novembre 2005  | Mt. Lemmon Survey |
| 613223 -           | 2005 VK44                | 3 novembre 2005  | Mt. Lemmon Survey |
| 613224 -           | 2005 VS46                | 5 novembre 2005  | Mt. Lemmon Survey |
| 613225 -           | 2005 VO52                | 3 novembre 2005  | Mt. Lemmon Survey |
| 613226 -           | 2005 VM56                | 4 novembre 2005  | Spacewatch        |
| 613227 -           | 2005 VR68                | 1º novembre 2005 | Mt. Lemmon Survey |
| 613228 -           | 2005 VO71                | 1º novembre 2005 | Mt. Lemmon Survey |
| 613229 -           | 2005 VM84                | 4 novembre 2005  | Spacewatch        |
| 613230 -           | 2005 VY100               | 1º novembre 2005 | Spacewatch        |
| 613231 -           | 2005 VH101               | 2 novembre 2005  | Mt. Lemmon Survey |
| 613232 -           | 2005 VL102               | 1º novembre 2005 | Spacewatch        |
| 613233 -           | 2005 VS108               | 6 novembre 2005  | Spacewatch        |
| 613234 -           | 2005 VP118               | 1º novembre 2005 | Tholen, D. J.     |
| 613235 -           | 2005 VF126               | 1º novembre 2005 | Becker, A. C.     |
| 613236 -           | 2005 VO132               | 1º novembre 2005 | Becker, A. C.     |
| 613237 -           | 2005 VL135               | 6 novembre 2005  | Spacewatch        |
| 613238 -           | 2005 WM4                 | 25 novembre 2005 | Mt. Lemmon Survey |
| 613239 -           | 2005 WD7                 | 21 novembre 2005 | Spacewatch        |
| 613240 -           | 2005 WD19                | 24 novembre 2005 | NEAT              |
| 613241 -           | 2005 WH24                | 21 novembre 2005 | Spacewatch        |
| 613242 -           | 2005 WB44                | 21 novembre 2005 | Spacewatch        |
| 613243 -           | 2005 WY45                | 22 novembre 2005 | Spacewatch        |
| 613244 -           | 2005 WL47                | 25 novembre 2005 | Spacewatch        |
| 613245 -           | 2005 WG67                | 22 novembre 2005 | Spacewatch        |
| 613246 -           | 2005 WZ70                | 21 novembre 2005 | NEAT              |
| 613247 -           | 2005 WV77                | 25 novembre 2005 | Spacewatch        |
| 613248 -           | 2005 WS96                | 26 novembre 2005 | Spacewatch        |
| 613249 -           | 2005 WK108               | 29 novembre 2005 | Mt. Lemmon Survey |
| 613250 -           | 2005 WJ110               | 30 novembre 2005 | Spacewatch        |
| 613251 -           | 2005 WL125               | 25 novembre 2005 | Mt. Lemmon Survey |
| 613252 -           | 2005 WP126               | 25 novembre 2005 | Mt. Lemmon Survey |
| 613253 -           | 2005 WT129               | 25 novembre 2005 | Mt. Lemmon Survey |
| 613254 -           | 2005 WS138               | 26 novembre 2005 | Mt. Lemmon Survey |
| 613255 -           | 2005 WH142               | 29 novembre 2005 | Spacewatch        |
| 613256 -           | 2005 WS146               | 25 novembre 2005 | Spacewatch        |
| 613257 -           | 2005 WO148               | 26 novembre 2005 | Mt. Lemmon Survey |
| 613258 -           | 2005 WP153               | 29 novembre 2005 | Spacewatch        |
| 613259 -           | 2005 WA156               | 29 novembre 2005 | NEAT              |
| 613260 -           | 2005 WT183               | 28 novembre 2005 | CSS               |
| 613261 -           | 2005 WM187               | 29 novembre 2005 | Spacewatch        |
| 613262 -           | 2005 XU19                | 2 dicembre 2005  | Spacewatch        |
| 613263 -           | 2005 XH25                | 4 dicembre 2005  | Spacewatch        |
| 613264 -           | 2005 XO48                | 2 dicembre 2005  | Mt. Lemmon Survey |
| 613265 -           | 2005 XT50                | 2 dicembre 2005  | Spacewatch        |
| 613266 -           | 2005 XQ51                | 2 dicembre 2005  | Spacewatch        |
| 613267 -           | 2005 XD66                | 8 dicembre 2005  | LINEAR            |
| 613268 -           | 2005 XV69                | 6 dicembre 2005  | Spacewatch        |
| 613269 -           | 2005 XZ97                | 1º dicembre 2005 | Buie, M. W.       |
| 613270 -           | 2005 XM108               | 1º dicembre 2005 | Buie, M. W.       |
| 613271 -           | 2005 YF2                 | 21 dicembre 2005 | Spacewatch        |
| 613272 -           | 2005 YP7                 | 22 dicembre 2005 | Spacewatch        |
| 613273 -           | 2005 YO9                 | 21 dicembre 2005 | Spacewatch        |
| 613274 -           | 2005 YL28                | 22 dicembre 2005 | Spacewatch        |
| 613275 -           | 2005 YD30                | 25 dicembre 2005 | Spacewatch        |
| 613276 -           | 2005 YN42                | 24 dicembre 2005 | CSS               |
| 613277 -           | 2005 YN43                | 24 dicembre 2005 | Spacewatch        |
| 613278 -           | 2005 YM53                | 22 dicembre 2005 | Spacewatch        |
| 613279 Isaacmiguel | 2005 YV53                | 24 dicembre 2005 | Lacruz, J.        |
| 613280 -           | 2005 YQ54                | 25 dicembre 2005 | Mt. Lemmon Survey |
| 613281 -           | 2005 YD67                | 26 dicembre 2005 | Spacewatch        |
| 613282 -           | 2005 YO67                | 26 dicembre 2005 | Spacewatch        |
| 613283 -           | 2005 YU71                | 24 dicembre 2005 | Spacewatch        |
| 613284 -           | 2005 YP88                | 25 dicembre 2005 | Mt. Lemmon Survey |
| 613285 -           | 2005 YL95                | 25 dicembre 2005 | Spacewatch        |
| 613286 -           | 2005 YQ96                | 30 dicembre 2005 | CSS               |
| 613287 -           | 2005 YJ107               | 25 dicembre 2005 | Mt. Lemmon Survey |
| 613288 -           | 2005 YL118               | 25 dicembre 2005 | Spacewatch        |
| 613289 -           | 2005 YF119               | 26 dicembre 2005 | Mt. Lemmon Survey |
| 613290 -           | 2005 YO126               | 26 dicembre 2005 | Spacewatch        |
| 613291 -           | 2005 YX128               | 30 dicembre 2005 | LINEAR            |
| 613292 -           | 2005 YE131               | 25 dicembre 2005 | Mt. Lemmon Survey |
| 613293 -           | 2005 YT139               | 28 dicembre 2005 | Mt. Lemmon Survey |
| 613294 -           | 2005 YC149               | 25 dicembre 2005 | Spacewatch        |
| 613295 -           | 2005 YU149               | 25 dicembre 2005 | Spacewatch        |
| 613296 -           | 2005 YW155               | 25 dicembre 2005 | Spacewatch        |
| 613297 -           | 2005 YW157               | 27 dicembre 2005 | Spacewatch        |
| 613298 -           | 2005 YT161               | 27 dicembre 2005 | Spacewatch        |
| 613299 -           | 2005 YX166               | 27 dicembre 2005 | Spacewatch        |
| 613300 -           | 2005 YA181               | 22 dicembre 2005 | LINEAR            |

## 613301-613400
| Nome     | Designazione provvisoria | Data di scoperta | Scopritore           |
| -------- | ------------------------ | ---------------- | -------------------- |
| 613301 - | 2005 YK200               | 22 dicembre 2005 | Spacewatch           |
| 613302 - | 2005 YC201               | 22 dicembre 2005 | Spacewatch           |
| 613303 - | 2005 YM203               | 25 dicembre 2005 | Spacewatch           |
| 613304 - | 2005 YT218               | 30 dicembre 2005 | Mt. Lemmon Survey    |
| 613305 - | 2005 YT229               | 26 dicembre 2005 | Mt. Lemmon Survey    |
| 613306 - | 2005 YA232               | 28 dicembre 2005 | Mt. Lemmon Survey    |
| 613307 - | 2005 YE248               | 31 dicembre 2005 | Mt. Lemmon Survey    |
| 613308 - | 2005 YF256               | 30 dicembre 2005 | Spacewatch           |
| 613309 - | 2005 YW258               | 24 dicembre 2005 | Spacewatch           |
| 613310 - | 2005 YT261               | 25 dicembre 2005 | Spacewatch           |
| 613311 - | 2005 YV263               | 25 dicembre 2005 | Spacewatch           |
| 613312 - | 2005 YA274               | 30 dicembre 2005 | Mt. Lemmon Survey    |
| 613313 - | 2005 YY279               | 25 dicembre 2005 | Spacewatch           |
| 613314 - | 2005 YR289               | 25 dicembre 2005 | LONEOS               |
| 613315 - | 2006 AL3                 | 5 gennaio 2006   | CSS                  |
| 613316 - | 2006 AO13                | 5 gennaio 2006   | Mt. Lemmon Survey    |
| 613317 - | 2006 AJ15                | 5 gennaio 2006   | Mt. Lemmon Survey    |
| 613318 - | 2006 AN25                | 5 gennaio 2006   | Spacewatch           |
| 613319 - | 2006 AL52                | 5 gennaio 2006   | Spacewatch           |
| 613320 - | 2006 AA56                | 6 gennaio 2006   | Mt. Lemmon Survey    |
| 613321 - | 2006 AR60                | 5 gennaio 2006   | Spacewatch           |
| 613322 - | 2006 AE70                | 6 gennaio 2006   | Spacewatch           |
| 613323 - | 2006 AT74                | 7 gennaio 2006   | LONEOS               |
| 613324 - | 2006 AE92                | 7 gennaio 2006   | Mt. Lemmon Survey    |
| 613325 - | 2006 AH105               | 4 gennaio 2006   | Spacewatch           |
| 613326 - | 2006 BT1                 | 20 gennaio 2006  | Spacewatch           |
| 613327 - | 2006 BM34                | 22 gennaio 2006  | Mt. Lemmon Survey    |
| 613328 - | 2006 BH55                | 26 gennaio 2006  | Spacewatch           |
| 613329 - | 2006 BB58                | 23 gennaio 2006  | Mt. Lemmon Survey    |
| 613330 - | 2006 BF62                | 22 gennaio 2006  | CSS                  |
| 613331 - | 2006 BA66                | 23 gennaio 2006  | Spacewatch           |
| 613332 - | 2006 BR70                | 23 gennaio 2006  | Spacewatch           |
| 613333 - | 2006 BS74                | 23 gennaio 2006  | Spacewatch           |
| 613334 - | 2006 BA78                | 23 gennaio 2006  | Mt. Lemmon Survey    |
| 613335 - | 2006 BF103               | 23 gennaio 2006  | Mt. Lemmon Survey    |
| 613336 - | 2006 BT103               | 23 gennaio 2006  | Mt. Lemmon Survey    |
| 613337 - | 2006 BY103               | 23 gennaio 2006  | Mt. Lemmon Survey    |
| 613338 - | 2006 BO109               | 25 gennaio 2006  | Spacewatch           |
| 613339 - | 2006 BV126               | 26 gennaio 2006  | Spacewatch           |
| 613340 - | 2006 BO127               | 26 gennaio 2006  | Spacewatch           |
| 613341 - | 2006 BE129               | 26 gennaio 2006  | Mt. Lemmon Survey    |
| 613342 - | 2006 BY134               | 27 gennaio 2006  | Mt. Lemmon Survey    |
| 613343 - | 2006 BV152               | 25 gennaio 2006  | Spacewatch           |
| 613344 - | 2006 BS171               | 27 gennaio 2006  | Spacewatch           |
| 613345 - | 2006 BL178               | 27 gennaio 2006  | Mt. Lemmon Survey    |
| 613346 - | 2006 BN195               | 30 gennaio 2006  | Spacewatch           |
| 613347 - | 2006 BT199               | 30 gennaio 2006  | Spacewatch           |
| 613348 - | 2006 BS201               | 31 gennaio 2006  | Spacewatch           |
| 613349 - | 2006 BF208               | 31 gennaio 2006  | CSS                  |
| 613350 - | 2006 BK210               | 31 gennaio 2006  | Spacewatch           |
| 613351 - | 2006 BA227               | 30 gennaio 2006  | Spacewatch           |
| 613352 - | 2006 BB229               | 31 gennaio 2006  | Spacewatch           |
| 613353 - | 2006 BE229               | 31 gennaio 2006  | Spacewatch           |
| 613354 - | 2006 BG229               | 31 gennaio 2006  | Spacewatch           |
| 613355 - | 2006 BC231               | 31 gennaio 2006  | Spacewatch           |
| 613356 - | 2006 BM231               | 31 gennaio 2006  | Spacewatch           |
| 613357 - | 2006 BG245               | 31 gennaio 2006  | Spacewatch           |
| 613358 - | 2006 BD247               | 31 gennaio 2006  | Spacewatch           |
| 613359 - | 2006 BY263               | 31 gennaio 2006  | Spacewatch           |
| 613360 - | 2006 BK278               | 22 gennaio 2006  | Mt. Lemmon Survey    |
| 613361 - | 2006 BM279               | 26 gennaio 2006  | Spacewatch           |
| 613362 - | 2006 BE280               | 26 gennaio 2006  | Spacewatch           |
| 613363 - | 2006 BQ282               | 25 gennaio 2006  | Spacewatch           |
| 613364 - | 2006 BO284               | 31 gennaio 2006  | Spacewatch           |
| 613365 - | 2006 CR3                 | 1º febbraio 2006 | Mt. Lemmon Survey    |
| 613366 - | 2006 CA27                | 2 febbraio 2006  | Spacewatch           |
| 613367 - | 2006 CR59                | 6 febbraio 2006  | Mt. Lemmon Survey    |
| 613368 - | 2006 CT66                | 1º febbraio 2006 | Spacewatch           |
| 613369 - | 2006 DU21                | 20 febbraio 2006 | Spacewatch           |
| 613370 - | 2006 DY25                | 20 febbraio 2006 | Spacewatch           |
| 613371 - | 2006 DJ30                | 20 febbraio 2006 | Spacewatch           |
| 613372 - | 2006 DC31                | 20 febbraio 2006 | Spacewatch           |
| 613373 - | 2006 DG43                | 20 febbraio 2006 | Spacewatch           |
| 613374 - | 2006 DE53                | 24 febbraio 2006 | Spacewatch           |
| 613375 - | 2006 DU56                | 24 febbraio 2006 | Mt. Lemmon Survey    |
| 613376 - | 2006 DB78                | 24 febbraio 2006 | Spacewatch           |
| 613377 - | 2006 DY78                | 24 febbraio 2006 | Spacewatch           |
| 613378 - | 2006 DZ85                | 24 febbraio 2006 | Spacewatch           |
| 613379 - | 2006 DX86                | 24 febbraio 2006 | Spacewatch           |
| 613380 - | 2006 DN102               | 25 febbraio 2006 | Mt. Lemmon Survey    |
| 613381 - | 2006 DB123               | 24 febbraio 2006 | Mt. Lemmon Survey    |
| 613382 - | 2006 DL136               | 25 febbraio 2006 | Spacewatch           |
| 613383 - | 2006 DE160               | 27 febbraio 2006 | Spacewatch           |
| 613384 - | 2006 DH166               | 27 febbraio 2006 | Spacewatch           |
| 613385 - | 2006 DC171               | 27 febbraio 2006 | Spacewatch           |
| 613386 - | 2006 DH180               | 27 febbraio 2006 | Mt. Lemmon Survey    |
| 613387 - | 2006 DY180               | 27 febbraio 2006 | Spacewatch           |
| 613388 - | 2006 DY194               | 28 febbraio 2006 | Mt. Lemmon Survey    |
| 613389 - | 2006 DJ208               | 25 febbraio 2006 | Spacewatch           |
| 613390 - | 2006 ED8                 | 2 marzo 2006     | Spacewatch           |
| 613391 - | 2006 ED14                | 2 marzo 2006     | Spacewatch           |
| 613392 - | 2006 EW17                | 2 marzo 2006     | Spacewatch           |
| 613393 - | 2006 EX19                | 2 marzo 2006     | Spacewatch           |
| 613394 - | 2006 EZ21                | 3 marzo 2006     | Spacewatch           |
| 613395 - | 2006 EP22                | 3 marzo 2006     | Spacewatch           |
| 613396 - | 2006 EG26                | 3 marzo 2006     | Spacewatch           |
| 613397 - | 2006 FE                  | 22 marzo 2006    | LINEAR               |
| 613398 - | 2006 FK                  | 23 marzo 2006    | CSS                  |
| 613399 - | 2006 FT12                | 23 marzo 2006    | Spacewatch           |
| 613400 - | 2006 FH36                | 31 marzo 2006    | Siding Spring Survey |

## 613401-613500
| Nome                    | Designazione provvisoria | Data di scoperta  | Scopritore           |
| ----------------------- | ------------------------ | ----------------- | -------------------- |
| 613401 -                | 2006 FD51                | 25 marzo 2006     | CSS                  |
| 613402 -                | 2006 FE55                | 23 marzo 2006     | Spacewatch           |
| 613403 -                | 2006 GB                  | 2 aprile 2006     | LINEAR               |
| 613404 -                | 2006 GT28                | 2 aprile 2006     | Spacewatch           |
| 613405 -                | 2006 GQ30                | 2 aprile 2006     | Mt. Lemmon Survey    |
| 613406 -                | 2006 HM27                | 20 aprile 2006    | Spacewatch           |
| 613407 -                | 2006 HX40                | 21 aprile 2006    | Spacewatch           |
| 613408 -                | 2006 HA43                | 24 aprile 2006    | Mt. Lemmon Survey    |
| 613409 -                | 2006 HC73                | 25 aprile 2006    | Spacewatch           |
| 613410 -                | 2006 HO80                | 26 aprile 2006    | Spacewatch           |
| 613411 -                | 2006 HQ122               | 26 aprile 2006    | Buie, M. W.          |
| 613412 -                | 2006 HV122               | 27 aprile 2006    | Buie, M. W.          |
| 613413 -                | 2006 HQ127               | 28 aprile 2006    | Buie, M. W.          |
| 613414 -                | 2006 HW138               | 26 aprile 2006    | Buie, M. W.          |
| 613415 -                | 2006 HC153               | 26 aprile 2006    | Spacewatch           |
| 613416 -                | 2006 JL9                 | 1º maggio 2006    | Spacewatch           |
| 613417 -                | 2006 JM44                | 6 maggio 2006     | Spacewatch           |
| 613418 -                | 2006 JN65                | 1º maggio 2006    | Buie, M. W.          |
| 613419 Lafayettequartet | 2006 JQ75                | 1º maggio 2006    | Wiegert, P. A.       |
| 613420 -                | 2006 KR1                 | 20 maggio 2006    | Spacewatch           |
| 613421 -                | 2006 KX12                | 20 maggio 2006    | Spacewatch           |
| 613422 -                | 2006 KQ21                | 23 maggio 2006    | Spacewatch           |
| 613423 -                | 2006 KK28                | 20 maggio 2006    | Spacewatch           |
| 613424 -                | 2006 KR39                | 21 maggio 2006    | LONEOS               |
| 613425 -                | 2006 KP49                | 21 maggio 2006    | Spacewatch           |
| 613426 -                | 2006 KT51                | 21 maggio 2006    | Spacewatch           |
| 613427 -                | 2006 KF61                | 22 maggio 2006    | Spacewatch           |
| 613428 -                | 2006 KA62                | 22 maggio 2006    | Spacewatch           |
| 613429 -                | 2006 KJ63                | 23 maggio 2006    | Mt. Lemmon Survey    |
| 613430 -                | 2006 KY71                | 22 maggio 2006    | Spacewatch           |
| 613431 -                | 2006 KC82                | 25 maggio 2006    | Mt. Lemmon Survey    |
| 613432 -                | 2006 KZ83                | 21 maggio 2006    | Spacewatch           |
| 613433 -                | 2006 KZ86                | 27 maggio 2006    | Mt. Lemmon Survey    |
| 613434 -                | 2006 KF89                | 28 maggio 2006    | LINEAR               |
| 613435 -                | 2006 KN101               | 26 maggio 2006    | Mt. Lemmon Survey    |
| 613436 -                | 2006 KA145               | 25 maggio 2006    | Mt. Lemmon Survey    |
| 613437 -                | 2006 MR9                 | 20 giugno 2006    | Spacewatch           |
| 613438 -                | 2006 OG                  | 18 luglio 2006    | Eskridge             |
| 613439 -                | 2006 OZ                  | 18 luglio 2006    | Siding Spring Survey |
| 613440 -                | 2006 OA5                 | 21 luglio 2006    | LINEAR               |
| 613441 -                | 2006 OT10                | 25 luglio 2006    | Mt. Lemmon Survey    |
| 613442 -                | 2006 OY14                | 26 luglio 2006    | Broughton, J.        |
| 613443 -                | 2006 OX16                | 21 luglio 2006    | Mt. Lemmon Survey    |
| 613444 -                | 2006 PN1                 | 11 agosto 2006    | NEAT                 |
| 613445 -                | 2006 PO2                 | 12 agosto 2006    | NEAT                 |
| 613446 -                | 2006 PB6                 | 12 agosto 2006    | NEAT                 |
| 613447 -                | 2006 PN7                 | 12 agosto 2006    | NEAT                 |
| 613448 -                | 2006 PM12                | 13 agosto 2006    | NEAT                 |
| 613449 -                | 2006 PZ16                | 15 agosto 2006    | NEAT                 |
| 613450 -                | 2006 PY17                | 15 agosto 2006    | NEAT                 |
| 613451 -                | 2006 PN30                | 12 agosto 2006    | NEAT                 |
| 613452 -                | 2006 PK31                | 13 agosto 2006    | NEAT                 |
| 613453 -                | 2006 QD7                 | 17 agosto 2006    | NEAT                 |
| 613454 -                | 2006 QP23                | 19 agosto 2006    | LONEOS               |
| 613455 -                | 2006 QH32                | 19 agosto 2006    | NEAT                 |
| 613456 -                | 2006 QE33                | 23 agosto 2006    | LINEAR               |
| 613457 -                | 2006 QV35                | 17 agosto 2006    | NEAT                 |
| 613458 -                | 2006 QP65                | 27 agosto 2006    | Spacewatch           |
| 613459 -                | 2006 QN78                | 22 agosto 2006    | NEAT                 |
| 613460 -                | 2006 QR119               | 28 agosto 2006    | CSS                  |
| 613461 -                | 2006 QW122               | 29 agosto 2006    | CSS                  |
| 613462 -                | 2006 QJ135               | 27 agosto 2006    | LONEOS               |
| 613463 -                | 2006 QH137               | 31 agosto 2006    | Dax                  |
| 613464 -                | 2006 QN155               | 18 agosto 2006    | NEAT                 |
| 613465 -                | 2006 QK158               | 19 agosto 2006    | Spacewatch           |
| 613466 -                | 2006 QS163               | 19 agosto 2006    | Spacewatch           |
| 613467 -                | 2006 QL164               | 29 agosto 2006    | LONEOS               |
| 613468 -                | 2006 QQ180               | 28 agosto 2006    | Apache Point         |
| 613469 -                | 2006 QJ181               | 21 agosto 2006    | Cerro Tololo         |
| 613470 -                | 2006 QY182               | 19 agosto 2006    | Spacewatch           |
| 613471 -                | 2006 RJ1                 | 12 settembre 2006 | CSS                  |
| 613472 -                | 2006 RF2                 | 14 settembre 2006 | NEAT                 |
| 613473 -                | 2006 RO10                | 14 settembre 2006 | NEAT                 |
| 613474 -                | 2006 RH32                | 15 settembre 2006 | Spacewatch           |
| 613475 -                | 2006 RB37                | 12 settembre 2006 | CSS                  |
| 613476 -                | 2006 RY39                | 12 settembre 2006 | CSS                  |
| 613477 -                | 2006 RO41                | 14 settembre 2006 | CSS                  |
| 613478 -                | 2006 RL42                | 14 settembre 2006 | Spacewatch           |
| 613479 -                | 2006 RP45                | 14 settembre 2006 | Spacewatch           |
| 613480 -                | 2006 RF69                | 15 settembre 2006 | Spacewatch           |
| 613481 -                | 2006 RZ70                | 15 settembre 2006 | Spacewatch           |
| 613482 -                | 2006 RH73                | 15 settembre 2006 | Spacewatch           |
| 613483 -                | 2006 RH74                | 15 settembre 2006 | Spacewatch           |
| 613484 -                | 2006 RG75                | 15 settembre 2006 | Spacewatch           |
| 613485 -                | 2006 RE79                | 15 settembre 2006 | Spacewatch           |
| 613486 -                | 2006 RD80                | 15 settembre 2006 | Spacewatch           |
| 613487 -                | 2006 RN80                | 15 settembre 2006 | Spacewatch           |
| 613488 -                | 2006 RY94                | 15 settembre 2006 | Spacewatch           |
| 613489 -                | 2006 RH96                | 15 settembre 2006 | Spacewatch           |
| (613490) 2006 RJ103     | 2006 RJ103               | 12 settembre 2006 | Apache Point         |
| 613491 -                | 2006 RZ109               | 14 settembre 2006 | Masiero, J.          |
| 613492 -                | 2006 RR114               | 14 settembre 2006 | Masiero, J.          |
| 613493 -                | 2006 RQ116               | 14 settembre 2006 | Masiero, J.          |
| 613494 -                | 2006 RX118               | 14 settembre 2006 | Masiero, J.          |
| 613495 -                | 2006 RL119               | 14 settembre 2006 | Masiero, J.          |
| 613496 -                | 2006 SD6                 | 17 settembre 2006 | Spacewatch           |
| 613497 -                | 2006 SH22                | 17 settembre 2006 | LONEOS               |
| 613498 -                | 2006 SG23                | 17 settembre 2006 | LONEOS               |
| 613499 -                | 2006 SS29                | 17 settembre 2006 | Spacewatch           |
| 613500 -                | 2006 SF33                | 17 settembre 2006 | CSS                  |

## 613501-613600
| Nome     | Designazione provvisoria | Data di scoperta  | Scopritore              |
| -------- | ------------------------ | ----------------- | ----------------------- |
| 613501 - | 2006 SJ39                | 18 settembre 2006 | CSS                     |
| 613502 - | 2006 SO49                | 19 settembre 2006 | Siding Spring Survey    |
| 613503 - | 2006 SS68                | 19 settembre 2006 | Spacewatch              |
| 613504 - | 2006 SK86                | 18 settembre 2006 | Spacewatch              |
| 613505 - | 2006 SA91                | 18 settembre 2006 | Spacewatch              |
| 613506 - | 2006 SU92                | 18 settembre 2006 | Spacewatch              |
| 613507 - | 2006 SQ105               | 19 settembre 2006 | Spacewatch              |
| 613508 - | 2006 SY106               | 19 settembre 2006 | Spacewatch              |
| 613509 - | 2006 SC109               | 19 settembre 2006 | Spacewatch              |
| 613510 - | 2006 SR129               | 19 settembre 2006 | LONEOS                  |
| 613511 - | 2006 SR132               | 16 settembre 2006 | CSS                     |
| 613512 - | 2006 SK134               | 27 settembre 2006 | CSS                     |
| 613513 - | 2006 SV144               | 19 settembre 2006 | Spacewatch              |
| 613514 - | 2006 ST146               | 19 settembre 2006 | Spacewatch              |
| 613515 - | 2006 SF147               | 19 settembre 2006 | Spacewatch              |
| 613516 - | 2006 SR150               | 19 settembre 2006 | Spacewatch              |
| 613517 - | 2006 SW150               | 19 settembre 2006 | Spacewatch              |
| 613518 - | 2006 SO154               | 21 settembre 2006 | Bickel, W.              |
| 613519 - | 2006 SW160               | 23 settembre 2006 | Spacewatch              |
| 613520 - | 2006 SA162               | 24 settembre 2006 | Spacewatch              |
| 613521 - | 2006 SP162               | 24 settembre 2006 | Spacewatch              |
| 613522 - | 2006 SA163               | 24 settembre 2006 | Spacewatch              |
| 613523 - | 2006 SE167               | 25 settembre 2006 | Spacewatch              |
| 613524 - | 2006 SO169               | 25 settembre 2006 | Spacewatch              |
| 613525 - | 2006 SA183               | 25 settembre 2006 | Mt. Lemmon Survey       |
| 613526 - | 2006 ST189               | 26 settembre 2006 | Spacewatch              |
| 613527 - | 2006 SV189               | 26 settembre 2006 | Mt. Lemmon Survey       |
| 613528 - | 2006 SZ197               | 27 settembre 2006 | Lowe, A.                |
| 613529 - | 2006 SH198               | 29 settembre 2006 | Siding Spring Survey    |
| 613530 - | 2006 SS198               | 22 settembre 2006 | LONEOS                  |
| 613531 - | 2006 SP200               | 24 settembre 2006 | Spacewatch              |
| 613532 - | 2006 SL207               | 25 settembre 2006 | Spacewatch              |
| 613533 - | 2006 SH209               | 26 settembre 2006 | LINEAR                  |
| 613534 - | 2006 SR209               | 26 settembre 2006 | Mt. Lemmon Survey       |
| 613535 - | 2006 SH217               | 28 settembre 2006 | Spacewatch              |
| 613536 - | 2006 SZ225               | 26 settembre 2006 | Spacewatch              |
| 613537 - | 2006 SE232               | 26 settembre 2006 | Spacewatch              |
| 613538 - | 2006 ST234               | 26 settembre 2006 | Spacewatch              |
| 613539 - | 2006 SJ250               | 26 settembre 2006 | Spacewatch              |
| 613540 - | 2006 SV250               | 26 settembre 2006 | Spacewatch              |
| 613541 - | 2006 SP257               | 26 settembre 2006 | Spacewatch              |
| 613542 - | 2006 SE259               | 26 settembre 2006 | Spacewatch              |
| 613543 - | 2006 SA260               | 26 settembre 2006 | Spacewatch              |
| 613544 - | 2006 SG273               | 27 settembre 2006 | Spacewatch              |
| 613545 - | 2006 ST275               | 28 settembre 2006 | Spacewatch              |
| 613546 - | 2006 SX287               | 25 settembre 2006 | LINEAR                  |
| 613547 - | 2006 SE303               | 27 settembre 2006 | Spacewatch              |
| 613548 - | 2006 SV317               | 27 settembre 2006 | Spacewatch              |
| 613549 - | 2006 SC326               | 27 settembre 2006 | Spacewatch              |
| 613550 - | 2006 SH334               | 28 settembre 2006 | Spacewatch              |
| 613551 - | 2006 SX346               | 28 settembre 2006 | CSS                     |
| 613552 - | 2006 SV353               | 30 settembre 2006 | CSS                     |
| 613553 - | 2006 SJ361               | 30 settembre 2006 | Mt. Lemmon Survey       |
| 613554 - | 2006 SF363               | 30 settembre 2006 | Mt. Lemmon Survey       |
| 613555 - | 2006 SY374               | 16 settembre 2006 | Becker, A. C.           |
| 613556 - | 2006 SL376               | 17 settembre 2006 | Becker, A. C.           |
| 613557 - | 2006 SG380               | 27 settembre 2006 | Becker, A. C.           |
| 613558 - | 2006 SL383               | 29 settembre 2006 | Becker, A. C.           |
| 613559 - | 2006 SU391               | 18 settembre 2006 | Spacewatch              |
| 613560 - | 2006 SB395               | 30 settembre 2006 | Mt. Lemmon Survey       |
| 613561 - | 2006 SM396               | 17 settembre 2006 | Spacewatch              |
| 613562 - | 2006 SQ398               | 17 settembre 2006 | Jarnac                  |
| 613563 - | 2006 SS398               | 17 settembre 2006 | Spacewatch              |
| 613564 - | 2006 ST403               | 28 settembre 2006 | Mt. Lemmon Survey       |
| 613565 - | 2006 SW403               | 28 settembre 2006 | CSS                     |
| 613566 - | 2006 SN408               | 30 settembre 2006 | CSS                     |
| 613567 - | 2006 SX408               | 27 settembre 2006 | Mt. Lemmon Survey       |
| 613568 - | 2006 TM1                 | 1º ottobre 2006   | Spacewatch              |
| 613569 - | 2006 TU7                 | 12 ottobre 2006   | Siding Spring Survey    |
| 613570 - | 2006 TN8                 | 4 ottobre 2006    | Mt. Lemmon Survey       |
| 613571 - | 2006 TL20                | 11 ottobre 2006   | Spacewatch              |
| 613572 - | 2006 TS38                | 12 ottobre 2006   | Spacewatch              |
| 613573 - | 2006 TQ39                | 12 ottobre 2006   | Spacewatch              |
| 613574 - | 2006 TC54                | 12 ottobre 2006   | Spacewatch              |
| 613575 - | 2006 TK69                | 11 ottobre 2006   | NEAT                    |
| 613576 - | 2006 TO77                | 12 ottobre 2006   | Spacewatch              |
| 613577 - | 2006 TE78                | 12 ottobre 2006   | NEAT                    |
| 613578 - | 2006 TZ79                | 13 ottobre 2006   | Spacewatch              |
| 613579 - | 2006 TS80                | 13 ottobre 2006   | Spacewatch              |
| 613580 - | 2006 TY81                | 13 ottobre 2006   | Spacewatch              |
| 613581 - | 2006 TV82                | 13 ottobre 2006   | Spacewatch              |
| 613582 - | 2006 TW86                | 13 ottobre 2006   | Spacewatch              |
| 613583 - | 2006 TE92                | 13 ottobre 2006   | Spacewatch              |
| 613584 - | 2006 TM100               | 15 ottobre 2006   | Spacewatch              |
| 613585 - | 2006 TP103               | 15 ottobre 2006   | Spacewatch              |
| 613586 - | 2006 TQ111               | 1º ottobre 2006   | Becker, A. C.           |
| 613587 - | 2006 TF112               | 1º ottobre 2006   | Becker, A. C.           |
| 613588 - | 2006 TO114               | 1º ottobre 2006   | Becker, A. C.           |
| 613589 - | 2006 TK122               | 2 ottobre 2006    | Mt. Lemmon Survey       |
| 613590 - | 2006 TL122               | 2 ottobre 2006    | Mt. Lemmon Survey       |
| 613591 - | 2006 TU122               | 12 ottobre 2006   | Spacewatch              |
| 613592 - | 2006 UM1                 | 17 ottobre 2006   | Sarneczky, K., Kuli, Z. |
| 613593 - | 2006 UQ2                 | 16 ottobre 2006   | CSS                     |
| 613594 - | 2006 UP4                 | 16 ottobre 2006   | Spacewatch              |
| 613595 - | 2006 UV17                | 16 ottobre 2006   | Spacewatch              |
| 613596 - | 2006 UD27                | 16 ottobre 2006   | Spacewatch              |
| 613597 - | 2006 UE31                | 16 ottobre 2006   | Spacewatch              |
| 613598 - | 2006 UF31                | 16 ottobre 2006   | Spacewatch              |
| 613599 - | 2006 UZ32                | 16 ottobre 2006   | Spacewatch              |
| 613600 - | 2006 UL41                | 16 ottobre 2006   | Spacewatch              |

## 613601-613700
| Nome     | Designazione provvisoria | Data di scoperta | Scopritore        |
| -------- | ------------------------ | ---------------- | ----------------- |
| 613601 - | 2006 UL43                | 16 ottobre 2006  | Spacewatch        |
| 613602 - | 2006 UH59                | 19 ottobre 2006  | Spacewatch        |
| 613603 - | 2006 UN77                | 17 ottobre 2006  | Spacewatch        |
| 613604 - | 2006 UG79                | 17 ottobre 2006  | Spacewatch        |
| 613605 - | 2006 UV117               | 19 ottobre 2006  | Spacewatch        |
| 613606 - | 2006 UY119               | 19 ottobre 2006  | Spacewatch        |
| 613607 - | 2006 UD122               | 19 ottobre 2006  | Spacewatch        |
| 613608 - | 2006 UZ125               | 19 ottobre 2006  | Spacewatch        |
| 613609 - | 2006 UG130               | 19 ottobre 2006  | Spacewatch        |
| 613610 - | 2006 UV139               | 19 ottobre 2006  | Mt. Lemmon Survey |
| 613611 - | 2006 UM143               | 19 ottobre 2006  | NEAT              |
| 613612 - | 2006 UA144               | 19 ottobre 2006  | Spacewatch        |
| 613613 - | 2006 UT151               | 20 ottobre 2006  | Mt. Lemmon Survey |
| 613614 - | 2006 UN159               | 21 ottobre 2006  | Mt. Lemmon Survey |
| 613615 - | 2006 UO165               | 21 ottobre 2006  | Mt. Lemmon Survey |
| 613616 - | 2006 UW167               | 21 ottobre 2006  | Mt. Lemmon Survey |
| 613617 - | 2006 UO172               | 22 ottobre 2006  | Spacewatch        |
| 613618 - | 2006 UH174               | 19 ottobre 2006  | Mt. Lemmon Survey |
| 613619 - | 2006 UX184               | 22 ottobre 2006  | La Palma          |
| 613620 - | 2006 UZ184               | 22 ottobre 2006  | La Palma          |
| 613621 - | 2006 UG189               | 19 ottobre 2006  | CSS               |
| 613622 - | 2006 UK195               | 20 ottobre 2006  | Spacewatch        |
| 613623 - | 2006 UQ197               | 20 ottobre 2006  | Spacewatch        |
| 613624 - | 2006 UK198               | 20 ottobre 2006  | Spacewatch        |
| 613625 - | 2006 UW211               | 23 ottobre 2006  | Spacewatch        |
| 613626 - | 2006 UR216               | 30 ottobre 2006  | Mt. Lemmon Survey |
| 613627 - | 2006 UY224               | 19 ottobre 2006  | Mt. Lemmon Survey |
| 613628 - | 2006 UM226               | 20 ottobre 2006  | NEAT              |
| 613629 - | 2006 UQ228               | 20 ottobre 2006  | NEAT              |
| 613630 - | 2006 UQ232               | 21 ottobre 2006  | Spacewatch        |
| 613631 - | 2006 UY232               | 21 ottobre 2006  | NEAT              |
| 613632 - | 2006 UZ233               | 22 ottobre 2006  | Spacewatch        |
| 613633 - | 2006 UG234               | 22 ottobre 2006  | Spacewatch        |
| 613634 - | 2006 UW249               | 27 ottobre 2006  | Mt. Lemmon Survey |
| 613635 - | 2006 UH256               | 28 ottobre 2006  | Spacewatch        |
| 613636 - | 2006 UW261               | 28 ottobre 2006  | Mt. Lemmon Survey |
| 613637 - | 2006 UK278               | 28 ottobre 2006  | Spacewatch        |
| 613638 - | 2006 UV284               | 28 ottobre 2006  | Spacewatch        |
| 613639 - | 2006 UG317               | 19 ottobre 2006  | Buie, M. W.       |
| 613640 - | 2006 UF335               | 16 ottobre 2006  | Spacewatch        |
| 613641 - | 2006 UV337               | 22 ottobre 2006  | Spacewatch        |
| 613642 - | 2006 UW345               | 16 ottobre 2006  | Spacewatch        |
| 613643 - | 2006 UU358               | 19 ottobre 2006  | Spacewatch        |
| 613644 - | 2006 UG359               | 21 ottobre 2006  | Spacewatch        |
| 613645 - | 2006 VG                  | 1º novembre 2006 | Mt. Lemmon Survey |
| 613646 - | 2006 VP                  | 1º novembre 2006 | Mt. Lemmon Survey |
| 613647 - | 2006 VH3                 | 9 novembre 2006  | Spacewatch        |
| 613648 - | 2006 VC11                | 11 novembre 2006 | Mt. Lemmon Survey |
| 613649 - | 2006 VP19                | 9 novembre 2006  | Spacewatch        |
| 613650 - | 2006 VH29                | 10 novembre 2006 | Spacewatch        |
| 613651 - | 2006 VJ39                | 12 novembre 2006 | Mt. Lemmon Survey |
| 613652 - | 2006 VC44                | 13 novembre 2006 | Spacewatch        |
| 613653 - | 2006 VE49                | 10 novembre 2006 | Spacewatch        |
| 613654 - | 2006 VJ55                | 11 novembre 2006 | Spacewatch        |
| 613655 - | 2006 VF56                | 11 novembre 2006 | Spacewatch        |
| 613656 - | 2006 VM60                | 11 novembre 2006 | Tucker, R. A.     |
| 613657 - | 2006 VK66                | 11 novembre 2006 | Spacewatch        |
| 613658 - | 2006 VK68                | 11 novembre 2006 | Spacewatch        |
| 613659 - | 2006 VJ72                | 11 novembre 2006 | Mt. Lemmon Survey |
| 613660 - | 2006 VE84                | 13 novembre 2006 | Mt. Lemmon Survey |
| 613661 - | 2006 VP84                | 13 novembre 2006 | Spacewatch        |
| 613662 - | 2006 VX85                | 14 novembre 2006 | Mt. Lemmon Survey |
| 613663 - | 2006 VY90                | 14 novembre 2006 | Mt. Lemmon Survey |
| 613664 - | 2006 VC101               | 11 novembre 2006 | CSS               |
| 613665 - | 2006 VP107               | 13 novembre 2006 | Spacewatch        |
| 613666 - | 2006 VG110               | 13 novembre 2006 | Spacewatch        |
| 613667 - | 2006 VD116               | 14 novembre 2006 | CSS               |
| 613668 - | 2006 VW117               | 14 novembre 2006 | Spacewatch        |
| 613669 - | 2006 VL127               | 15 novembre 2006 | Spacewatch        |
| 613670 - | 2006 VA130               | 15 novembre 2006 | Spacewatch        |
| 613671 - | 2006 VC132               | 15 novembre 2006 | Spacewatch        |
| 613672 - | 2006 VA137               | 15 novembre 2006 | Spacewatch        |
| 613673 - | 2006 VA149               | 15 novembre 2006 | CSS               |
| 613674 - | 2006 VV171               | 10 novembre 2006 | Spacewatch        |
| 613675 - | 2006 WM1                 | 19 novembre 2006 | CSS               |
| 613676 - | 2006 WE4                 | 21 novembre 2006 | Mt. Lemmon Survey |
| 613677 - | 2006 WA15                | 16 novembre 2006 | Spacewatch        |
| 613678 - | 2006 WB15                | 16 novembre 2006 | Spacewatch        |
| 613679 - | 2006 WY29                | 23 novembre 2006 | Mt. Lemmon Survey |
| 613680 - | 2006 WX35                | 16 novembre 2006 | Spacewatch        |
| 613681 - | 2006 WY59                | 17 novembre 2006 | Mt. Lemmon Survey |
| 613682 - | 2006 WD74                | 18 novembre 2006 | Spacewatch        |
| 613683 - | 2006 WO75                | 18 novembre 2006 | Spacewatch        |
| 613684 - | 2006 WV91                | 19 novembre 2006 | Spacewatch        |
| 613685 - | 2006 WY91                | 19 novembre 2006 | Spacewatch        |
| 613686 - | 2006 WU95                | 19 novembre 2006 | Spacewatch        |
| 613687 - | 2006 WH103               | 19 novembre 2006 | Spacewatch        |
| 613688 - | 2006 WM104               | 19 novembre 2006 | Spacewatch        |
| 613689 - | 2006 WW105               | 19 novembre 2006 | Spacewatch        |
| 613690 - | 2006 WO128               | 26 novembre 2006 | Yeung, W. K. Y.   |
| 613691 - | 2006 WY165               | 23 novembre 2006 | Spacewatch        |
| 613692 - | 2006 WA181               | 24 novembre 2006 | Mt. Lemmon Survey |
| 613693 - | 2006 WW190               | 25 novembre 2006 | Spacewatch        |
| 613694 - | 2006 XQ42                | 12 dicembre 2006 | Mt. Lemmon Survey |
| 613695 - | 2006 XQ62                | 15 dicembre 2006 | Spacewatch        |
| 613696 - | 2006 XZ67                | 5 dicembre 2006  | NEAT              |
| 613697 - | 2006 XN68                | 13 dicembre 2006 | LINEAR            |
| 613698 - | 2006 YU11                | 18 dicembre 2006 | Nyukasa           |
| 613699 - | 2006 YS13                | 24 dicembre 2006 | Spacewatch        |
| 613700 - | 2006 YN53                | 24 dicembre 2006 | Spacewatch        |

## 613701-613800
| Nome     | Designazione provvisoria | Data di scoperta  | Scopritore              |
| -------- | ------------------------ | ----------------- | ----------------------- |
| 613701 - | 2007 AG15                | 10 gennaio 2007   | Mt. Lemmon Survey       |
| 613702 - | 2007 AX19                | 10 gennaio 2007   | Spacewatch              |
| 613703 - | 2007 BB3                 | 16 gennaio 2007   | CSS                     |
| 613704 - | 2007 BC35                | 24 gennaio 2007   | Mt. Lemmon Survey       |
| 613705 - | 2007 BO39                | 24 gennaio 2007   | Mt. Lemmon Survey       |
| 613706 - | 2007 BF54                | 24 gennaio 2007   | Spacewatch              |
| 613707 - | 2007 CS24                | 8 febbraio 2007   | Mt. Lemmon Survey       |
| 613708 - | 2007 CT42                | 7 febbraio 2007   | Mt. Lemmon Survey       |
| 613709 - | 2007 CM57                | 9 febbraio 2007   | CSS                     |
| 613710 - | 2007 DQ7                 | 19 febbraio 2007  | CSS                     |
| 613711 - | 2007 DX14                | 17 febbraio 2007  | Spacewatch              |
| 613712 - | 2007 DD22                | 17 febbraio 2007  | Spacewatch              |
| 613713 - | 2007 DC26                | 17 febbraio 2007  | Spacewatch              |
| 613714 - | 2007 DL41                | 23 febbraio 2007  | Mt. Lemmon Survey       |
| 613715 - | 2007 DC45                | 19 febbraio 2007  | Mt. Lemmon Survey       |
| 613716 - | 2007 DA46                | 21 febbraio 2007  | Mt. Lemmon Survey       |
| 613717 - | 2007 DP50                | 17 febbraio 2007  | Spacewatch              |
| 613718 - | 2007 DS61                | 20 febbraio 2007  | LUSS                    |
| 613719 - | 2007 DW64                | 21 febbraio 2007  | Spacewatch              |
| 613720 - | 2007 DP72                | 21 febbraio 2007  | Spacewatch              |
| 613721 - | 2007 DP84                | 22 febbraio 2007  | Calvin College          |
| 613722 - | 2007 DB109               | 21 febbraio 2007  | Mt. Lemmon Survey       |
| 613723 - | 2007 DJ111               | 25 febbraio 2007  | Mt. Lemmon Survey       |
| 613724 - | 2007 DC114               | 25 febbraio 2007  | Spacewatch              |
| 613725 - | 2007 DG117               | 16 febbraio 2007  | Mt. Lemmon Survey       |
| 613726 - | 2007 EF                  | 9 marzo 2007      | Mt. Lemmon Survey       |
| 613727 - | 2007 EX2                 | 9 marzo 2007      | CSS                     |
| 613728 - | 2007 EP5                 | 9 marzo 2007      | Mt. Lemmon Survey       |
| 613729 - | 2007 EZ26                | 10 marzo 2007     | Mt. Lemmon Survey       |
| 613730 - | 2007 EB30                | 9 marzo 2007      | Spacewatch              |
| 613731 - | 2007 EQ56                | 12 marzo 2007     | Spacewatch              |
| 613732 - | 2007 EE139               | 12 marzo 2007     | Spacewatch              |
| 613733 - | 2007 EN147               | 12 marzo 2007     | Mt. Lemmon Survey       |
| 613734 - | 2007 EH148               | 12 marzo 2007     | Mt. Lemmon Survey       |
| 613735 - | 2007 EA149               | 12 marzo 2007     | Mt. Lemmon Survey       |
| 613736 - | 2007 EV172               | 14 marzo 2007     | Spacewatch              |
| 613737 - | 2007 EZ216               | 9 marzo 2007      | Mt. Lemmon Survey       |
| 613738 - | 2007 FM3                 | 19 marzo 2007     | CSS                     |
| 613739 - | 2007 FX7                 | 16 marzo 2007     | Mt. Lemmon Survey       |
| 613740 - | 2007 FZ19                | 20 marzo 2007     | Mt. Lemmon Survey       |
| 613741 - | 2007 FO21                | 20 marzo 2007     | Mt. Lemmon Survey       |
| 613742 - | 2007 FR27                | 20 marzo 2007     | Mt. Lemmon Survey       |
| 613743 - | 2007 GZ17                | 11 aprile 2007    | Spacewatch              |
| 613744 - | 2007 GK47                | 14 aprile 2007    | Spacewatch              |
| 613745 - | 2007 GF61                | 15 aprile 2007    | Spacewatch              |
| 613746 - | 2007 GE62                | 15 aprile 2007    | Spacewatch              |
| 613747 - | 2007 GF75                | 13 aprile 2007    | Lowe, A.                |
| 613748 - | 2007 GU76                | 11 aprile 2007    | CSS                     |
| 613749 - | 2007 HA4                 | 17 aprile 2007    | Pises                   |
| 613750 - | 2007 HD5                 | 19 aprile 2007    | Ferrando, R.            |
| 613751 - | 2007 HS24                | 18 aprile 2007    | Spacewatch              |
| 613752 - | 2007 HF26                | 18 aprile 2007    | Mt. Lemmon Survey       |
| 613753 - | 2007 HR32                | 19 aprile 2007    | Spacewatch              |
| 613754 - | 2007 HQ95                | 18 aprile 2007    | Spacewatch              |
| 613755 - | 2007 JE16                | 11 maggio 2007    | Mt. Lemmon Survey       |
| 613756 - | 2007 JJ18                | 9 maggio 2007     | Mt. Lemmon Survey       |
| 613757 - | 2007 JG28                | 10 maggio 2007    | Spacewatch              |
| 613758 - | 2007 JT34                | 9 maggio 2007     | LONEOS                  |
| 613759 - | 2007 LJ3                 | 8 giugno 2007     | Spacewatch              |
| 613760 - | 2007 LR6                 | 8 giugno 2007     | Spacewatch              |
| 613761 - | 2007 LN15                | 7 giugno 2007     | Spacewatch              |
| 613762 - | 2007 MQ10                | 21 giugno 2007    | Mt. Lemmon Survey       |
| 613763 - | 2007 ML13                | 22 giugno 2007    | CSS                     |
| 613764 - | 2007 MW17                | 21 giugno 2007    | Spacewatch              |
| 613765 - | 2007 NR2                 | 14 luglio 2007    | Kocher, P.              |
| 613766 - | 2007 NC7                 | 11 luglio 2007    | Palomar Mountain        |
| 613767 - | 2007 PQ27                | 14 agosto 2007    | Ferrando, R.            |
| 613768 - | 2007 PU31                | 8 agosto 2007     | LINEAR                  |
| 613769 - | 2007 QM4                 | 31 agosto 2007    | Sarneczky, K., Kiss, L. |
| 613770 - | 2007 QL13                | 24 agosto 2007    | Spacewatch              |
| 613771 - | 2007 QO14                | 23 agosto 2007    | Spacewatch              |
| 613772 - | 2007 RM                  | 1º settembre 2007 | Sarneczky, K., Kiss, L. |
| 613773 - | 2007 RE6                 | 5 settembre 2007  | Chante-Perdrix          |
| 613774 - | 2007 RL12                | 11 settembre 2007 | Spacewatch              |
| 613775 - | 2007 RU12                | 12 settembre 2007 | CSS                     |
| 613776 - | 2007 RJ16                | 13 settembre 2007 | Ries, W.                |
| 613777 - | 2007 RP20                | 3 settembre 2007  | CSS                     |
| 613778 - | 2007 RC21                | 3 settembre 2007  | CSS                     |
| 613779 - | 2007 RW30                | 5 settembre 2007  | CSS                     |
| 613780 - | 2007 RO37                | 8 settembre 2007  | LONEOS                  |
| 613781 - | 2007 RR43                | 9 settembre 2007  | Spacewatch              |
| 613782 - | 2007 RE58                | 9 settembre 2007  | LONEOS                  |
| 613783 - | 2007 RB63                | 10 settembre 2007 | Mt. Lemmon Survey       |
| 613784 - | 2007 RP63                | 10 settembre 2007 | Mt. Lemmon Survey       |
| 613785 - | 2007 RR71                | 10 settembre 2007 | Spacewatch              |
| 613786 - | 2007 RP99                | 11 settembre 2007 | Spacewatch              |
| 613787 - | 2007 RK114               | 11 settembre 2007 | Spacewatch              |
| 613788 - | 2007 RE118               | 11 settembre 2007 | Spacewatch              |
| 613789 - | 2007 RT119               | 11 settembre 2007 | PMO NEO Survey Program  |
| 613790 - | 2007 RE143               | 14 settembre 2007 | LINEAR                  |
| 613791 - | 2007 RA151               | 9 settembre 2007  | Mt. Lemmon Survey       |
| 613792 - | 2007 RF151               | 10 settembre 2007 | Spacewatch              |
| 613793 - | 2007 RX155               | 10 settembre 2007 | Mt. Lemmon Survey       |
| 613794 - | 2007 RT160               | 12 settembre 2007 | Mt. Lemmon Survey       |
| 613795 - | 2007 RK166               | 10 settembre 2007 | Spacewatch              |
| 613796 - | 2007 RZ175               | 8 settembre 2007  | Mt. Lemmon Survey       |
| 613797 - | 2007 RT184               | 13 settembre 2007 | Mt. Lemmon Survey       |
| 613798 - | 2007 RK185               | 13 settembre 2007 | Mt. Lemmon Survey       |
| 613799 - | 2007 RS204               | 9 settembre 2007  | Spacewatch              |
| 613800 - | 2007 RO207               | 10 settembre 2007 | Spacewatch              |

## 613801-613900
| Nome                 | Designazione provvisoria | Data di scoperta  | Scopritore        |
| -------------------- | ------------------------ | ----------------- | ----------------- |
| 613801 -             | 2007 RE210               | 10 settembre 2007 | Spacewatch        |
| 613802 -             | 2007 RD219               | 14 settembre 2007 | Mt. Lemmon Survey |
| 613803 -             | 2007 RZ223               | 10 settembre 2007 | Spacewatch        |
| 613804 -             | 2007 RA226               | 10 settembre 2007 | Spacewatch        |
| 613805 -             | 2007 RM237               | 14 settembre 2007 | Spacewatch        |
| 613806 -             | 2007 RE256               | 14 settembre 2007 | Spacewatch        |
| 613807 -             | 2007 RU258               | 14 settembre 2007 | Mt. Lemmon Survey |
| 613808 -             | 2007 RD293               | 13 settembre 2007 | Mt. Lemmon Survey |
| 613809 -             | 2007 RL298               | 9 settembre 2007  | Spacewatch        |
| 613810 -             | 2007 RQ298               | 10 settembre 2007 | Spacewatch        |
| 613811 -             | 2007 RB301               | 12 settembre 2007 | Mt. Lemmon Survey |
| 613812 -             | 2007 RS324               | 11 settembre 2007 | Spacewatch        |
| 613813 Svevastallone | 2007 SB1                 | 19 settembre 2007 | Carbognani, A.    |
| 613814 -             | 2007 SR1                 | 18 settembre 2007 | Spacewatch        |
| 613815 -             | 2007 SS13                | 19 settembre 2007 | Spacewatch        |
| 613816 -             | 2007 TR4                 | 6 ottobre 2007    | Yeung, W. K. Y.   |
| 613817 -             | 2007 TA11                | 6 ottobre 2007    | LINEAR            |
| 613818 -             | 2007 TG28                | 4 ottobre 2007    | Spacewatch        |
| 613819 -             | 2007 TF33                | 6 ottobre 2007    | Spacewatch        |
| 613820 -             | 2007 TK37                | 4 ottobre 2007    | CSS               |
| 613821 -             | 2007 TE40                | 6 ottobre 2007    | Spacewatch        |
| 613822 -             | 2007 TD43                | 7 ottobre 2007    | Mt. Lemmon Survey |
| 613823 -             | 2007 TH48                | 4 ottobre 2007    | Spacewatch        |
| 613824 -             | 2007 TF52                | 4 ottobre 2007    | Spacewatch        |
| 613825 -             | 2007 TQ57                | 4 ottobre 2007    | Spacewatch        |
| 613826 -             | 2007 TZ57                | 4 ottobre 2007    | Spacewatch        |
| 613827 -             | 2007 TY63                | 7 ottobre 2007    | Mt. Lemmon Survey |
| 613828 -             | 2007 TG65                | 7 ottobre 2007    | Mt. Lemmon Survey |
| 613829 -             | 2007 TE66                | 12 ottobre 2007   | Mt. Lemmon Survey |
| 613830 -             | 2007 TP76                | 5 ottobre 2007    | Spacewatch        |
| 613831 -             | 2007 TP102               | 8 ottobre 2007    | Mt. Lemmon Survey |
| 613832 -             | 2007 TZ115               | 8 ottobre 2007    | Mt. Lemmon Survey |
| 613833 -             | 2007 TY123               | 6 ottobre 2007    | Spacewatch        |
| 613834 -             | 2007 TV126               | 6 ottobre 2007    | Spacewatch        |
| 613835 -             | 2007 TQ131               | 7 ottobre 2007    | Mt. Lemmon Survey |
| 613836 -             | 2007 TG134               | 7 ottobre 2007    | Mt. Lemmon Survey |
| 613837 -             | 2007 TD176               | 5 ottobre 2007    | Spacewatch        |
| 613838 -             | 2007 TK185               | 13 ottobre 2007   | LINEAR            |
| 613839 -             | 2007 TA202               | 8 ottobre 2007    | Mt. Lemmon Survey |
| 613840 -             | 2007 TH219               | 8 ottobre 2007    | Mt. Lemmon Survey |
| 613841 -             | 2007 TQ226               | 8 ottobre 2007    | Spacewatch        |
| 613842 -             | 2007 TA261               | 10 ottobre 2007   | Spacewatch        |
| 613843 -             | 2007 TZ262               | 10 ottobre 2007   | Spacewatch        |
| 613844 -             | 2007 TD267               | 9 ottobre 2007    | Spacewatch        |
| 613845 -             | 2007 TA277               | 11 ottobre 2007   | Mt. Lemmon Survey |
| 613846 -             | 2007 TX282               | 8 ottobre 2007    | LONEOS            |
| 613847 -             | 2007 TC294               | 9 ottobre 2007    | Mt. Lemmon Survey |
| 613848 -             | 2007 TG313               | 11 ottobre 2007   | Mt. Lemmon Survey |
| 613849 -             | 2007 TJ333               | 11 ottobre 2007   | Spacewatch        |
| 613850 -             | 2007 TM334               | 11 ottobre 2007   | Spacewatch        |
| 613851 -             | 2007 TS342               | 10 ottobre 2007   | Mt. Lemmon Survey |
| 613852 -             | 2007 TO361               | 14 ottobre 2007   | Mt. Lemmon Survey |
| 613853 -             | 2007 TG362               | 14 ottobre 2007   | Mt. Lemmon Survey |
| 613854 -             | 2007 TU382               | 14 ottobre 2007   | Spacewatch        |
| 613855 -             | 2007 TS403               | 15 ottobre 2007   | Spacewatch        |
| 613856 -             | 2007 TL412               | 14 ottobre 2007   | CSS               |
| 613857 -             | 2007 TZ417               | 4 ottobre 2007    | Cerro Tololo      |
| 613858 -             | 2007 TA418               | 4 ottobre 2007    | Cerro Tololo      |
| 613859 -             | 2007 TJ425               | 8 ottobre 2007    | Mt. Lemmon Survey |
| 613860 -             | 2007 TV425               | 8 ottobre 2007    | Mt. Lemmon Survey |
| 613861 -             | 2007 TC444               | 4 ottobre 2007    | Spacewatch        |
| 613862 -             | 2007 UY1                 | 18 ottobre 2007   | CSS               |
| 613863 -             | 2007 UV6                 | 22 ottobre 2007   | Sposetti, S.      |
| 613864 -             | 2007 UZ18                | 18 ottobre 2007   | Mt. Lemmon Survey |
| 613865 -             | 2007 UJ22                | 16 ottobre 2007   | Spacewatch        |
| 613866 -             | 2007 UO38                | 20 ottobre 2007   | CSS               |
| 613867 -             | 2007 UA43                | 18 ottobre 2007   | Spacewatch        |
| 613868 -             | 2007 UV53                | 30 ottobre 2007   | Spacewatch        |
| 613869 -             | 2007 UW63                | 30 ottobre 2007   | Mt. Lemmon Survey |
| 613870 -             | 2007 US79                | 30 ottobre 2007   | Mt. Lemmon Survey |
| 613871 -             | 2007 UW91                | 30 ottobre 2007   | Mt. Lemmon Survey |
| 613872 -             | 2007 UO103               | 30 ottobre 2007   | Spacewatch        |
| 613873 -             | 2007 UR121               | 31 ottobre 2007   | Mt. Lemmon Survey |
| 613874 -             | 2007 UQ140               | 18 ottobre 2007   | Mt. Lemmon Survey |
| 613875 -             | 2007 VS16                | 1º novembre 2007  | Mt. Lemmon Survey |
| 613876 -             | 2007 VG18                | 1º novembre 2007  | Mt. Lemmon Survey |
| 613877 -             | 2007 VC20                | 1º novembre 2007  | Spacewatch        |
| 613878 -             | 2007 VX26                | 2 novembre 2007   | Mt. Lemmon Survey |
| 613879 -             | 2007 VD67                | 2 novembre 2007   | Spacewatch        |
| 613880 -             | 2007 VQ74                | 3 novembre 2007   | Spacewatch        |
| 613881 -             | 2007 VR75                | 3 novembre 2007   | Spacewatch        |
| 613882 -             | 2007 VP83                | 4 novembre 2007   | Spacewatch        |
| 613883 -             | 2007 VT84                | 2 novembre 2007   | Mt. Lemmon Survey |
| 613884 -             | 2007 VM96                | 1º novembre 2007  | Spacewatch        |
| 613885 -             | 2007 VC104               | 3 novembre 2007   | Spacewatch        |
| 613886 -             | 2007 VN106               | 3 novembre 2007   | Spacewatch        |
| 613887 -             | 2007 VC110               | 3 novembre 2007   | Spacewatch        |
| 613888 -             | 2007 VF110               | 3 novembre 2007   | Spacewatch        |
| 613889 -             | 2007 VX120               | 5 novembre 2007   | Spacewatch        |
| 613890 -             | 2007 VY122               | 5 novembre 2007   | Mt. Lemmon Survey |
| 613891 -             | 2007 VD123               | 5 novembre 2007   | Mt. Lemmon Survey |
| 613892 -             | 2007 VR129               | 1º novembre 2007  | Mt. Lemmon Survey |
| 613893 -             | 2007 VV142               | 4 novembre 2007   | Spacewatch        |
| 613894 -             | 2007 VL148               | 5 novembre 2007   | Spacewatch        |
| 613895 -             | 2007 VL149               | 7 novembre 2007   | CSS               |
| 613896 -             | 2007 VV153               | 4 novembre 2007   | Spacewatch        |
| 613897 -             | 2007 VQ155               | 5 novembre 2007   | Spacewatch        |
| 613898 -             | 2007 VJ159               | 5 novembre 2007   | Spacewatch        |
| 613899 -             | 2007 VD171               | 7 novembre 2007   | Spacewatch        |
| 613900 -             | 2007 VU171               | 7 novembre 2007   | Spacewatch        |

## 613901-614000
| Nome     | Designazione provvisoria | Data di scoperta | Scopritore               |
| -------- | ------------------------ | ---------------- | ------------------------ |
| 613901 - | 2007 VD198               | 8 novembre 2007  | Mt. Lemmon Survey        |
| 613902 - | 2007 VO199               | 9 novembre 2007  | Mt. Lemmon Survey        |
| 613903 - | 2007 VF209               | 7 novembre 2007  | Spacewatch               |
| 613904 - | 2007 VO247               | 13 novembre 2007 | Mt. Lemmon Survey        |
| 613905 - | 2007 VJ272               | 11 novembre 2007 | Mt. Lemmon Survey        |
| 613906 - | 2007 VC281               | 14 novembre 2007 | Spacewatch               |
| 613907 - | 2007 VG283               | 14 novembre 2007 | Spacewatch               |
| 613908 - | 2007 VK305               | 2 novembre 2007  | Apache Point             |
| 613909 - | 2007 VN329               | 15 novembre 2007 | LINEAR                   |
| 613910 - | 2007 WB5                 | 20 novembre 2007 | Mt. Lemmon Survey        |
| 613911 - | 2007 WM18                | 18 novembre 2007 | Mt. Lemmon Survey        |
| 613912 - | 2007 WA46                | 20 novembre 2007 | Mt. Lemmon Survey        |
| 613913 - | 2007 XB10                | 5 dicembre 2007  | Spacewatch               |
| 613914 - | 2007 XK10                | 5 dicembre 2007  | BATTeRS                  |
| 613915 - | 2007 XS16                | 10 dicembre 2007 | Birtwhistle, P.          |
| 613916 - | 2007 XM28                | 15 dicembre 2007 | Spacewatch               |
| 613917 - | 2007 XD52                | 5 dicembre 2007  | Spacewatch               |
| 613918 - | 2007 YK1                 | 17 dicembre 2007 | CSS                      |
| 613919 - | 2007 YO1                 | 17 dicembre 2007 | Mt. Lemmon Survey        |
| 613920 - | 2007 YB33                | 28 dicembre 2007 | Spacewatch               |
| 613921 - | 2007 YR49                | 28 dicembre 2007 | Spacewatch               |
| 613922 - | 2007 YX54                | 31 dicembre 2007 | CSS                      |
| 613923 - | 2007 YA58                | 30 dicembre 2007 | Mt. Lemmon Survey        |
| 613924 - | 2007 YT61                | 30 dicembre 2007 | Mt. Lemmon Survey        |
| 613925 - | 2007 YX62                | 30 dicembre 2007 | Mt. Lemmon Survey        |
| 613926 - | 2007 YC66                | 30 dicembre 2007 | Mt. Lemmon Survey        |
| 613927 - | 2008 AS15                | 10 gennaio 2008  | Mt. Lemmon Survey        |
| 613928 - | 2008 AO35                | 10 gennaio 2008  | Spacewatch               |
| 613929 - | 2008 AS35                | 10 gennaio 2008  | Spacewatch               |
| 613930 - | 2008 AU40                | 10 gennaio 2008  | Mt. Lemmon Survey        |
| 613931 - | 2008 AF44                | 10 gennaio 2008  | Spacewatch               |
| 613932 - | 2008 AW55                | 11 gennaio 2008  | Spacewatch               |
| 613933 - | 2008 AW104               | 15 gennaio 2008  | Spacewatch               |
| 613934 - | 2008 AU114               | 14 gennaio 2008  | Spacewatch               |
| 613935 - | 2008 BT44                | 31 gennaio 2008  | CSS                      |
| 613936 - | 2008 BC46                | 30 gennaio 2008  | Mt. Lemmon Survey        |
| 613937 - | 2008 CU49                | 6 febbraio 2008  | CSS                      |
| 613938 - | 2008 CG94                | 8 febbraio 2008  | Mt. Lemmon Survey        |
| 613939 - | 2008 CH116               | 9 febbraio 2008  | Mt. Lemmon Survey        |
| 613940 - | 2008 CZ118               | 12 febbraio 2008 | CSS                      |
| 613941 - | 2008 CF131               | 8 febbraio 2008  | Spacewatch               |
| 613942 - | 2008 CF132               | 8 febbraio 2008  | Spacewatch               |
| 613943 - | 2008 CJ145               | 9 febbraio 2008  | Spacewatch               |
| 613944 - | 2008 CY153               | 9 febbraio 2008  | Spacewatch               |
| 613945 - | 2008 CN156               | 9 febbraio 2008  | Spacewatch               |
| 613946 - | 2008 CW156               | 9 febbraio 2008  | Spacewatch               |
| 613947 - | 2008 CF161               | 9 febbraio 2008  | Spacewatch               |
| 613948 - | 2008 CR164               | 10 febbraio 2008 | Spacewatch               |
| 613949 - | 2008 CC175               | 14 febbraio 2008 | CSS                      |
| 613950 - | 2008 CH207               | 13 febbraio 2008 | Mt. Lemmon Survey        |
| 613951 - | 2008 CH208               | 9 febbraio 2008  | Spacewatch               |
| 613952 - | 2008 CV215               | 13 febbraio 2008 | Spacewatch               |
| 613953 - | 2008 DC67                | 29 febbraio 2008 | Spacewatch               |
| 613954 - | 2008 DN78                | 28 febbraio 2008 | Mt. Lemmon Survey        |
| 613955 - | 2008 EO7                 | 6 marzo 2008     | Spacewatch               |
| 613956 - | 2008 EV12                | 1º marzo 2008    | Spacewatch               |
| 613957 - | 2008 EF16                | 1º marzo 2008    | Spacewatch               |
| 613958 - | 2008 EM37                | 4 marzo 2008     | Spacewatch               |
| 613959 - | 2008 EE68                | 11 marzo 2008    | Mt. Lemmon Survey        |
| 613960 - | 2008 EV139               | 11 marzo 2008    | Spacewatch               |
| 613961 - | 2008 ER156               | 10 marzo 2008    | Spacewatch               |
| 613962 - | 2008 EY162               | 15 marzo 2008    | Mt. Lemmon Survey        |
| 613963 - | 2008 ET164               | 1º marzo 2008    | Spacewatch               |
| 613964 - | 2008 FN                  | 27 marzo 2008    | Mt. Lemmon Survey        |
| 613965 - | 2008 FO4                 | 25 marzo 2008    | Spacewatch               |
| 613966 - | 2008 FR10                | 26 marzo 2008    | Spacewatch               |
| 613967 - | 2008 FB25                | 27 marzo 2008    | Spacewatch               |
| 613968 - | 2008 FJ33                | 28 marzo 2008    | Mt. Lemmon Survey        |
| 613969 - | 2008 FA50                | 28 marzo 2008    | Mt. Lemmon Survey        |
| 613970 - | 2008 FT61                | 30 marzo 2008    | Dillon, W. G.            |
| 613971 - | 2008 FJ99                | 30 marzo 2008    | Spacewatch               |
| 613972 - | 2008 FO110               | 31 marzo 2008    | Mt. Lemmon Survey        |
| 613973 - | 2008 FY127               | 28 marzo 2008    | Mt. Lemmon Survey        |
| 613974 - | 2008 FO130               | 30 marzo 2008    | CSS                      |
| 613975 - | 2008 FE136               | 26 marzo 2008    | Mt. Lemmon Survey        |
| 613976 - | 2008 GQ13                | 3 aprile 2008    | Mt. Lemmon Survey        |
| 613977 - | 2008 GP39                | 4 aprile 2008    | Spacewatch               |
| 613978 - | 2008 GY61                | 5 aprile 2008    | Mt. Lemmon Survey        |
| 613979 - | 2008 GQ65                | 6 aprile 2008    | Spacewatch               |
| 613980 - | 2008 GC66                | 6 aprile 2008    | Mt. Lemmon Survey        |
| 613981 - | 2008 GZ102               | 10 aprile 2008   | Spacewatch               |
| 613982 - | 2008 GJ108               | 13 aprile 2008   | Spacewatch               |
| 613983 - | 2008 GM126               | 14 aprile 2008   | Mt. Lemmon Survey        |
| 613984 - | 2008 HR11                | 24 aprile 2008   | Spacewatch               |
| 613985 - | 2008 HA38                | 30 aprile 2008   | Mt. Lemmon Survey        |
| 613986 - | 2008 JG                  | 1º maggio 2008   | CSS                      |
| 613987 - | 2008 JO20                | 8 maggio 2008    | Mt. Lemmon Survey        |
| 613988 - | 2008 KP23                | 28 maggio 2008   | Spacewatch               |
| 613989 - | 2008 KO24                | 28 maggio 2008   | Spacewatch               |
| 613990 - | 2008 KC29                | 28 maggio 2008   | Spacewatch               |
| 613991 - | 2008 KL35                | 27 maggio 2008   | Spacewatch               |
| 613992 - | 2008 KR35                | 27 maggio 2008   | Spacewatch               |
| 613993 - | 2008 KK41                | 30 maggio 2008   | Spacewatch               |
| 613994 - | 2008 KZ41                | 31 maggio 2008   | Spacewatch               |
| 613995 - | 2008 NP3                 | 14 luglio 2008   | Siding Spring Survey     |
| 613996 - | 2008 OO22                | 29 luglio 2008   | Spacewatch               |
| 613997 - | 2008 OC25                | 30 luglio 2008   | Spacewatch               |
| 613998 - | 2008 PS4                 | 5 agosto 2008    | Hoenig, S. F., Teamo, N. |
| 613999 - | 2008 PX6                 | 5 agosto 2008    | Ory, M.                  |
| 614000 - | 2008 PB19                | 7 agosto 2008    | Spacewatch               |